# Yerkheda
Yerkheda es una ciudad censal situada en el distrito de Nagpur en el estado de Maharashtra (India). Su población es de 15727 habitantes (2011). Se encuentra a 16 km de Nagpur.

## Demografía
Según el censo de 2011 la población de Yerkheda era de 15727 habitantes, de los cuales 8002 eran hombres y 7725 eran mujeres. Yerkheda tiene una tasa media de alfabetización del 92,40%, superior a la media estatal del 82,34%: la alfabetización masculina es del 94,68%, y la alfabetización femenina del 90,03%.